# Sega Classics Collection
Sega Classics Collection es un videojuego recopilatorio para PlayStation 2, que contiene nuevas versiones en 3D de títulos clásicos de Sega. Fue publicado el 22 de marzo de 2005 en Norteamérica, y el 3 de febrero de 2006 en regiones PAL.
Los juegos originales fueron lanzados por separado como parte de la serie Sega Ages en Japón. Este juego no debe ser confundido con el similarmente titulado Sega Genesis Collection, que contiene 28 juegos clásicos en su versión original. 3 de los juegos en esta colección (Bonanza Bros, Columns y Golden Axe) se encuentran en Sega Genesis Collection.

## Lista de juegos
- Monaco GP (Vol. 2)
- Fantasy Zone (Vol. 3)
- Space Harrier (Vol. 4)
- Golden Axe (Vol. 5)
- Bonanza Bros. (También incluye Tant-R)
- Columns (Vol. 7)
- Virtua Racing (Vol. 8)
- Out Run (Vol. 13)
- Alien Syndrome (Solo para Norteamérica)

- Datos: Q7446145